# اگیا، سیپراس
اگیا، سیپراس (به لاتین: Agia, Cyprus) یک منطقهٔ مسکونی در قبرس است که در (de jure) Nicosia District واقع شده‌است.

## خصوصیات
اگیا ۵۹۰ نفر جمعیت دارد.